# فريتز أغسطس لوكاس
فريتز أغسطس لوكاس (بالإنجليزية: Frederic Augustus Lucas)‏ هو طبيب وعالم طيور أمريكي، ولد في 25 مارس 1852 في نيويورك في الولايات المتحدة، وتوفي في 9 فبراير 1929 في فلاشينغ ‏ في الولايات المتحدة.